# Jawa (Woyla)
Jawa is een bestuurslaag in het regentschap Aceh Barat van de provincie Atjeh, Indonesië. Jawa telt 163 inwoners (volkstelling 2010).